# 개브리엘라 더브라우스키

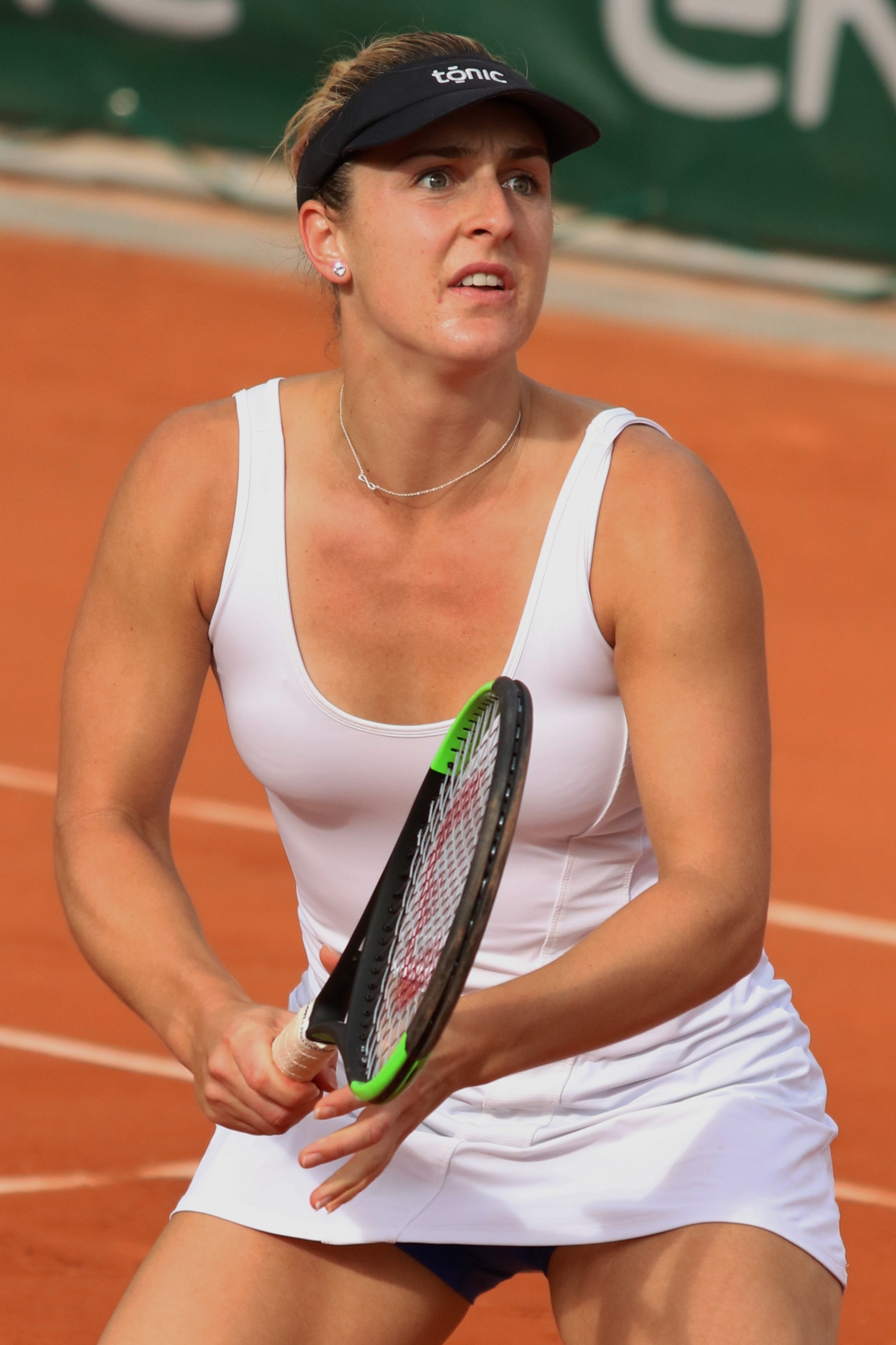

개브리엘라 더브라우스키(영어: Gabriela Dabrowski, /dəˈbraʊski/, 폴란드어: Dąbrowska, 발음 [dɔmˈbrɔfska], 1992년 4월 1일 ~ )는 캐나다의 프로 테니스 선수이다. 2024년 7월 15일 여자 테니스 협회(WTA)에 의해 자신의 경력 최고 복식 랭킹 세계 3위에 도달했다. 세 차례 그랜드 슬램 챔피언이었던 그녀는 에린 루트리프와 협력하여 2023 US 오픈 복식 타이틀을 획득했으며 로한 보파나와 함께 2017 프렌치 오픈 혼합 복식 타이틀을 획득하여 마테 파비치와 함께한 2018 호주 오픈과 더불어 시니어 그랜드 슬램 타이틀을 획득한 최초의 캐나다 여성이 되었다. 그녀의 단식 최고 순위인 세계 164위는 2014년 11월에 달성되었다.